# 角田史幸
角田 史幸（つのだ ふみゆき、1950年 - ）は、元秀明大学学校教師学部教授。専攻は、哲学・現代思想。
一橋大学大学院社会学研究科博士課程単位取得。指導教官は鈴木秀勇。

## 著書

### 共著
- 川口良共著『日本語はだれのものか 吉川弘文館 2005年
- 川口良共著『「国語」という呪縛　－国語から日本語へ、そして○○語へ－』 吉川弘文館 2010年

### 訳書
- アレックス・カリニコス『アゲインスト・ポストモダニズム――マルクス主義からの批判』監訳 田中人,梁田英麿訳 こぶし書房 2001年
- ペリー・アンダーソン『ポストモダニティの起源』浅見政江,田中人共訳 こぶし書房  2002年
- ノーム・チョムスキー『新世代は一線を画す――コソボ・東ティモール・西欧的スタンダード』田中人共訳 こぶし書房  2003年
- ジョナサン・ハスラム『誠実という悪徳――E・H・カー 1892-1982』川口良,中島理暁共訳 現代思潮新社 2007年
- マクシミリアン・リュベル『マルクスへ帰れ』ジョゼフ・オマリー,キース・アルゴージン編訳 こぶし書房 2010年